# 馬鹿
馬鹿（ばか）とは、
- 愚かなこと[1]。
- 社会の常識に欠けていること[2][1]（「専門馬鹿」・「役者馬鹿」・「親馬鹿」などと用いる）。
- 知能が劣り愚かなこと[2]。
- つまらないこと[2]。無益なこと[1]。
- 役に立たないこと[1]。機能を果たさないこと[2]。
- 記憶力・理解力などが人と比べて劣っていること[3]。

漢字では馬鹿・莫迦・馬稼・破家等と表記するが、借字である。平仮名や片仮名でばか・バカと表記する場合が多い。

## 概説
日本語で相手をからかったり、罵倒（その立場を低く見なす事で、相手の感情を損なう・人格の否定）するため、最も普通に使われる単語。
公の席で使うと刺激が強過ぎることがある。
広辞苑によると、古くは僧侶の隠語であったものとされており、おそらく梵語（サンスクリット語）のmoha（「無知」という意味の語）から転じた語だとされているが、その他にも様々な説がある（語源を参照）。
この語は、日本語で広く用いられているが、地域・使われる場・自分か他人に向けたかにより、意味やニュアンスは大きく異なる。例えば関東地方では、一般的には軽い揶揄程度で使われるのだが、近畿地方では強い感情を込めて罵り倒すときに使用される、といった相違がある。聞き手の出身地によって、『馬鹿』の受け取られ方も大きく異なることには注意を要する（下記方言と分布状況参照）。
ジョージ・サヴィルが馬鹿について「内部に対話を持たない人」と定義したように、比較的多く見られるニュアンスでは「知識が足りない」や「思慮が足りない」、さらには「理解の度合いが足りない（ステレオタイプを乱用している）」という意味合いで用いられる。
ただ、基本的に当人の理解しようとする意思や努力が不足しているとする傾向が強い。ちなみに『馬鹿は風邪を引かない』の原義は『鈍感なので風邪を引いても気付かない』であることが由来。
類語の「阿呆（あほう・あほ：理解したり思考する能力が不足している）」との使い分け（意味の強弱）には地域による相違がある。関東では「馬鹿」は罵りの感情を込めずに軽い意味で（時には愛情を込めて）用いられる事が多いのに対して、「阿呆」というと、かなり強い軽蔑の感情を込めて用いられる事が多い。だが関西では、その反対に、「阿呆」が軽いニュアンスで用いられる事が多いが（愛情を込めて用いられることもあるのに対して）、「馬鹿」は強い罵りの感情を込めて用いられる事が多い。
短所も併せて好き合っている間柄などでも用いられる。この場合の意味には罵る意味はない。「親しさ」の表現や「恥じらい」、または「本気で愛している」を表現する上での符丁のように、様々な局面で用いられる。非常に親密な状態を示す尺度ともなり得る。
何かに熱中するあまり、社会的常識を失ってしまったような状態も「馬鹿」と言う。これは何かに熱中する余り、一般的な配慮や常識的な配慮が等閑（なおざり）になっている様子を指している。
以下のような例がある。
- 「親馬鹿」（おやばか） - 親が自分の子供ばかりを溺愛するあまりに、はた目には愚かなことをしてしまっているのにその愚かさに親自身が気づいていないことである[5]。
  - 他人に与えた（可能性のある）不快感について詫びをするために、「親馬鹿ですみません」など比喩表現に用いられることもある。
- 「専門馬鹿」 - 特定の分野（特定の学問など）についてのみ異常なほど執着し知識を持っているが、その分野以外に関しては、一般人以上にひどく無知な人のことである。
- 「釣りバカ」 - 釣りに熱中するあまりに、社会的常識を失ってしまい、家族や仕事よりも釣りを優先してしまうような人を指す（この意味では「道楽」や「キチ」が類義語に当たる）。

「馬鹿」は多かれ少なかれ感情的な意味合いを含む言葉であるため、その用法は公的な場では制限される事が多い。例えば、所属組織の上司に向かい同語を用いると、社会人として致命的な状況に追い込まれる可能性がある。また、子供同士の他愛の無い喧嘩などで、お互いにバカだ何だと罵り合う・掴み合う様がしばしば見られるが、これは傍目には、双方が馬鹿のように見える一つのケースである。さらに、同語を繰り返し用いると、相手の気分を害したり、人を見下す意味合いになる場合もある。

### 他の語と組み合わされる場合
馬鹿を強調する場合には前に「大」を付ける「大馬鹿（おおばか）」が一つの定型である。そして、もう一つの定型としては、後ろに野郎がつく「馬鹿野郎（ばかやろう）」がある。また、「馬鹿者（ばかもの）」という使われ方もある。さらに、強調ではなく個人を特定する表現でも「馬鹿者」が使われる。これを強調する場合には「大馬鹿者（おおばかもの）」が使われる。
罵倒語同士の組み合わせとしては「馬鹿たれ」がある。逆に皮肉な表現としては「小馬鹿（こばか）」がある。
馬鹿を汚く言う場合には前に「糞」をつける「糞馬鹿」がある。

### 肯定的に扱われる場合
不器用ながらも一つの道を曲げずに歩き続けることで何らかのものを大成する、そのような姿をバカという場合もある（例：『空手バカ一代』）。
類似の表現として「愚直の一念」がある。
ややこしい考えやたくらみを練らなければ、生きてゆく上では失敗や損もあるだろう。特にだまされることはあるに違いない。「正直者が馬鹿を見る」との言葉もある。これは、「馬鹿」という単語を否定的に捉えているが、だますのは罪だがだまされるのは罪ではない（場合が多い）。
この観点から、このような馬鹿は少なくとも正直者ではいられる、という意味で｢馬鹿｣が用いられることがある（例：『イワンの馬鹿』、『雨ニモマケズ』）。
上記とやや似ているが、様々な状況を配慮し、それにそう形で物事を解決するような大人の判断に対して、それでは正義が真っ直ぐに貫けない場合がある。若者がそういった状況に耐えられずに真っ直ぐに進む様を「馬鹿」という例もある。馬鹿正直などは場合によってはこれを意味する。あるいは若者の暴発しがちなエネルギーをさして馬鹿という例もある。たとえば年齢を感じて「もう馬鹿はできないなあ」というのが逆説的であるがそれを示している。
他方、物事を考える力が弱く、うまく物事を進められない場合、様々な失敗をすることになるが、その姿は、むしろ色々なことに気を遣い、先を読んで動かざるを得ない社会においては、一服の清涼剤ともなるであろう。禅僧の一つの姿としての良寛などはこれに近い。漫画『天才バカボン』のキャラクターであるバカボンのパパもそういう役割を担うことがある。
遠藤周作の小説『おバカさん』はキリストを模しているとされる。
なお、より大きな馬鹿は大物となり得る、といった表現は文学などで見ることがある。例えば司馬遼太郎は小説『項羽と劉邦』にて漢の高祖劉邦をそのように描いている。
「平成之大馬鹿門」騒動というのもあった。これは、彫刻家の空充秋が佛教大学に寄贈した石造りの門柱にこの語が彫り込まれていたのが発端である。佛教大学は「馬鹿という言葉は大学には不適切」としてこの語を削ることを求めたが、空がこれを拒否したことなどにより大騒ぎに発展した。結局門柱は佛教大学から撤去されたが、空の思想に共感した兵庫県宍粟郡千種町（現：兵庫県宍粟市）がこの門柱を引き取り、町内の2つの山の山頂に1本ずつ移設された。

### 馬鹿のもつ意味合いと使用される状況の例
失敗した場合に失敗をした相手を罵倒する。
愚かな行為や人物
「馬鹿なことをした」「馬鹿者」「正直者が馬鹿を見る」など。
一般常識、知識の乏しい人物
「○○も知らないの? お前馬鹿だな」「テスト0点だったの? 馬鹿だね」など。
並外れて凄いものを表現する接頭語
「馬鹿正直」「馬鹿騒ぎ」「馬鹿でかい」など。「バカ受け」「バカ売れ」などは新しい用法。
米菓「ばかうけ」は肯定的意味で使われている（栗山米菓がある新潟地方では古くから「馬鹿〜」が“程度が甚だしい”という方言として用いられていた）。
ある特定分野にのみ通暁し、その他の一般常識が欠落している人物を評する場合
「あいつは数学馬鹿だから」「サッカーバカ」「野球バカ」「専門バカ」「戦馬鹿」など。『空手バカ一代』『釣りバカ日誌』というマンガもある。
ある得意分野には秀でているが、他の知識は著しく疎い状態・または人、という否定的意味で使われる。しかし、その分野の知識だけは豊富に持ち、その方向には異常な執着を示す人物という肯定的意味で使われる場合もある。
何かにこだわるなどして客観的で理性的な判断が出来ない状態
親馬鹿など。
役に立たないことを指す場合
「ネジが馬鹿になる」（過度の締付トルクでネジ山を破損した状態で、幾らニュートンを掛けて締めようにも、ネジは空回りするだけで締結できない）など。なお、後述のように「バカ穴を通す」等という場合は「ネジを切る事」に関しては無意味になるが、「ネジを通す」事に関しては必要な事になるので、決して本項に挙げる「役に立たない」意味であるとは一概には言えない。

## 語源

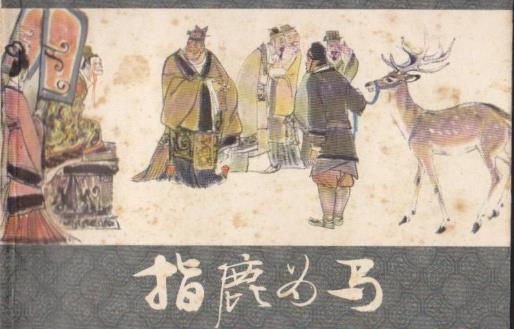
指鹿為馬（しろくいば）（鹿を指して馬となす）

語源についてはいくつか説があるが、決定的なものはない。ただし、文献による初出が太平記における「馬鹿者」であり、「馬鹿」という用法はそれより後世である事から、当初は「馬鹿者」という熟語としてのみ使われたと思われ、それを前提とした説のほうが若干優勢であると言える。
サンスクリット（梵語）説
サンスクリット語で「癡、愚か」を意味するmohaの音写である莫迦の読みからくるとする説。僧侶が使っていた隠語であって馬鹿という表記は後の当て字であるとする。江戸時代の国学者天野信景が提唱した説であり、広辞苑をはじめとした主要な国語辞典で採用されている。
同じサンスクリット語のmahallaka（摩訶羅：無知）（新村出、石黒修）、あるいはmaha（摩訶：おおきい、偉大な）を語源とする説もある。
バングラデシュの公用語であるベンガル語でも「バカ」という単語は日本語と同じく愚かな者を指す。ベンガル語はサンスクリットを祖語とする。
史記の「指鹿為馬（しかをさしてうまとなす）」の故事を語源とする説
秦の・胡亥の時代、権力をふるった宦官の趙高は謀反を企み、廷臣のうち自分の味方と敵を判別するため一策を案じた。彼は宮中に鹿を曳いてこさせ『珍しい馬が手に入りました』と皇帝に献じた。皇帝は『これは鹿ではないのか』と尋ねたが、趙高が左右の廷臣に『これは馬に相違あるまい?』と聞くと彼を恐れる者は馬と言い、彼を恐れぬ気骨のある者は鹿と答えた。趙高は後で、鹿と答えた者をすべて殺したという。なお、『源氏物語』「須磨」の巻では、弘徽殿大后が光源氏と彼を慕う人々を非難した際にこの故事を用いている。現代中国語では「馬鹿」は単にアカシカを意味する。
若者説
「若者（wakamono）」のw音がb音に転じて「馬鹿者」となったとする説。民俗学者柳田國男は、広辞苑の編者・新村出が提唱したと書いているが、新村が文章として残していないため不明。新村は広辞苑でサンスクリット説を採用しているが、積極的な採用ではなかったようである。その他、楳垣実など。
破家説
禅宗の仏典などに出てくる破産するという意味の「破家」と「者」をくっつけて、「破産するほど愚かな者」というところから「馬鹿者」という言葉が生まれたとする説。東北大学の佐藤喜代治によって提唱され、日本国語大辞典で採用されている。
馬家説
中国にいた馬という姓の富裕な一族が、くだらぬことにかまけて散財し、その家が荒れ放題となったという白居易の白氏文集にある詩の一節から生まれたとする説。「馬家の者」から「馬鹿者」となったとする。「馬家」は平安時代でも漢音で「バカ」と読まれており、発音についての矛盾は無く、「馬鹿者」が室町時代には「狼藉者」に近い意味で使用されていたことなどとも整合するとして、松本修が提唱し、木田章義などが支持している。
はかなし説
雅語形容詞である「はかなし」の語幹が変化したという説。金田一春彦はこの説によっており、これをとる国語辞典もある。
をこ説
古語で愚かなことを「をこ」といい、これがなまったとする説（アホもこれに由来するのではないかともいうが、いずれも証拠はない）（柳田國男『笑の本願』）。
ぼけ説
「ぼけ（おそらく、「ほうけ（る）」「ふうけ（る）」の転訛）」がなまったとする説（小山田与清『松屋筆記』、永田直行『菊池俗言考』）。

## 歴史
文献における出典は次のとおり。
- 「かかるところに、いかなる推参の馬鹿者にてありけん」（太平記 - 巻第十六）
- 「馬鹿　或作母嫁馬嫁破家共狼藉之義也」（文明本節用集）
- 「馬鹿　指鹿曰馬之意」（運歩色葉集）
- 「此家中には、何たる馬嫁も、むさと知行を取ぞと心得て」（甲陽軍鑑 - 品十三）
- 「女朗まじりの大桶、みるから此身は馬鹿となって」（浮世草子・好色一代男 - 五・三）

南北朝時代の太平記での「馬鹿者（バカノモノ）」の使用が初出である。
初期の頃での「馬鹿者」は文明本節用集にあるとおり「狼藉をはたらく者」で、現在の「愚か」の意味を含む言葉ではなかった。「愚か」を指す言葉には他に古代から使われていた「烏呼者（ヲコノモノ）」があり、そちらが使用されていた。馬鹿が「愚か」の意を含むようになるのは江戸時代の好色一代男あたりからである。

## 方言と分布状況
関東地方は「馬鹿」、近畿地方は「阿呆（アホ）」であるとする場合もあるが、実際の分布状況はそう簡単ではない。
大阪市の朝日放送のバラエティ番組『探偵!ナイトスクープ』において「『アホ』と『バカ』の境界線はどこか」という視聴者からの依頼を元にした調査が行われた。この際に名古屋で「タワケ」が用いられていたこと、番組に秘書として出演していた長崎県出身の岡部まりが「（長崎では）『バカ』と言っていた」と発言したこと、これを見た視聴者から全国各地の「バカ」に相当する日本語の方言が寄せられたことなどから、出演者の上岡龍太郎の提案で、より本格的な調査が試みられた。
1991年（平成3年）、（当時の）全ての市町村の教育委員会を対象にした、この種の表現の分布状況についての大規模なアンケート調査が行われ、その調査結果に基づいた特別番組が放映され、多数の賞を受賞したほか、日本方言研究会でも注目された。この制作過程を記した『全国アホ・バカ分布考 はるかなる言葉の旅路』（同番組プロデューサー・松本修著、ISBN 4101441219）に非常に詳しい調査結果と考察が載っている。
この番組で制作された「全国アホ・バカ分布図」によれば、「馬鹿」は近畿以西でも却って使われており、また全国各地の方言において「馬鹿」以外の表現も数多く見られる。例えば東北地方では「ホンジナシ」という言葉や、これに似た言葉が多く見られるが、「バカ」系の言葉や「タクランケ」「ハンカクサイ」（半可臭い）という言葉も見られる。愛知県は「タワケ」が多いと言われるがこれは西部（尾張地方）で、東部（三河地方）では静岡県の一部などと共に「トロイ」「トロクサイ」が多い。三重県や岡山県には「アンゴウ」という言葉が見られる。富山県・石川県・滋賀県高島市・鳥取県・島根県東部には「ダラ」・「ダラズ」という言葉が見られる。また沖縄地方では「フリムン」や「プリムヌ」という言葉が見られる（これらは一例であり、これら以外の語彙もそれぞれの地域に見られることに注意する必要がある）。「ボケ」などといったその他の言葉も含めて、同心円状に分布しており、同書ではその円の中心が長らく日本の首都であった京都であると指摘している。これは柳田國男が『蝸牛考』で考察している他の言葉の分布状況とも対応する。
馬鹿と阿呆のどちらが厳しい表現か、「概要」の節で触れたように、関東の人は「アホ」と言われると非常に侮辱されたと感じる場合が多いし、関西の人は「バカ」と言われると非常に見下されたと感じる場合が多い。ややこしいのが北海道で、移住（入植）した人々がそれぞれに「バカ」・「アホ」その他の言葉を持ち込んだのだが、地域によってどの言葉がより厳しい表現なのかが異なっている。

## 実在する動物：馬鹿（ばろく）
中国には馬鹿（ばろく）という、鹿の一種がいる。ヨーロッパや中東のアカシカ（学名:Cervus elaphus）に近縁で、北米北部とユーラシア大陸北東部に分布するワピチ（学名：Cervus canadensis en）のうち、北東アジアに住むものであり、「馬鹿」を「マールー（mǎ lù）」と発音する。馬鹿の古い角が、脱落した後に新生する幼角を乾燥させたものは、漢方薬の鹿茸（ロクジョウ）として珍重されている。

## 妖怪：馬鹿（うましか）

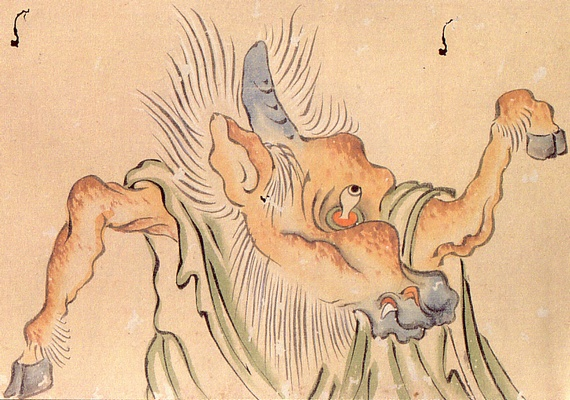
馬鹿（うましか）
尾田郷澄『百鬼夜行絵巻』

[江戸時代後期の妖怪絵巻に描かれている妖怪。馬の頭に鹿の足がついており、顔は「馬鹿」という名を表した様な滑稽な表情をしている。

## 馬鹿キャラ
馬鹿キャラとは、馬鹿なキャラクターを意味する語である。
落語においては、知恵の足らない（足りない）馬鹿の代表に与太郎がある。また、常識を知らない馬鹿の代表に権助などがある。
2007年（平成19年）ごろから日本ではバカ（無知）なキャラクターを売りにしたタレントであるおバカタレント（バカタレ）がブームとなった（おバカタレントブーム、鈴木奈々など）。このブームのきっかけはテレビのクイズ番組であるクイズ!ヘキサゴンIIだといわれる。若手のスポーツ選手もクイズ番組でボケた答えを連発する為、この括りに入れられてしまっている。

## 日本国外における馬鹿
アメリカで、知ってる日本語を挙げよと言えば「バカタレ」が高頻度で挙げられる。これは、日本からの初期アメリカ移民の出身地が、この語を多用する中国地方・九州地方であったことからと考えられ、映画「二世部隊」の台詞の中でもたびたび聞かれる。
太平洋戦争末期、日本の特攻兵器「櫻花」には連合軍から、日本語の馬鹿に由来する「BAKA」のコードネームが与えられていたとされる。
中華人民共和国でも、太平洋戦争後から現在まで無数に作られてきた抗日題材の映画やテレビドラマでは、日本兵は口癖のように「バカヤロ」（八格牙鲁=「馬鹿野郎」）と口にするものとして描かれる。「バカヤロ」は、同じく日本兵の口癖とされる「ミシミシ」（「飯、飯」）に次ぎ頻繁に中国のマスメディアに登場する日本語である。
中国語の「馬鹿」（马鹿）は、動物のアカシカを指す。
インドネシア語には、日本による占領時代の名残として、「馬鹿野郎」に由来する『bakero（バケロ）』という単語がある。

## 釣り用語の『バカ』
リールを用いない釣竿である延べ竿を用いた釣りにおいて、特に渓流釣りでは竿の長さに対して道糸とハリスを合わせた仕掛けの全長が長くなった分を「バカを出す」という。例えば、全長3 m の竿に対し仕掛けの長さが3 m 10 cm あった場合、10 cm がバカとなる。
糸の巻き取り能力が無い延べ竿を使う場合、竿よりあまりに長い仕掛けでは釣った魚を取り込むという釣り最大の目的を達成できなくなる。このため仕掛けの長さは竿と概ね等しいことが望ましいが、渓流の深場狙いやテンカラ等といった漁法では多少なりともバカを出す必要がある。

## 工業用語の『バカ』
ネジを切る必要がないがネジを通す為には必要な穴を「バカ穴」と言う。例えば「ここにバカ穴を開ける」場合は「そこにはネジ棒が通る」事を意味する。建築現場では、鋼材などにボルト等を通すために明けた穴で、必要以上に大きいものを「ばか穴」と呼ぶ(p268)（ネジを通すための「遊び」程度ではなく、調整のために位置をずらせる位のもの）。 トンネル工事などでダイナマイトを充填するために掘る穴のうち、実際には充填しない可能性のある余分な穴を「ばか穴」呼ぶこともある(p268)。